# Richard Evelyn Byrd
Richard Evelyn Byrd (Winchester, Virginia, 1888. október 25. – Boston, Massachusetts, 1957. március 11.) amerikai sarkkutató, pilóta, haditengerész. Az első ember volt, aki átrepült az Déli-sark felett, valamint elsőként érte el repülővel az Északi-sarkpontot, ahonnan azonban visszafordult a Spitzbergákra, a sarkponton nem repült át.

## Élete
1912-ben tette le vizsgáit a haditengerészetnél. A floridai Pensacolában tanult meg repülni. Harcolt az első világháborúban, 1919-ben kötelékben részt vett az Atlanti-óceán keresztülrepülésében. 1925-ben részt vett Macmillian nyugat-Grönlandi expedíciójában. Egy évre rá egy Fokker géppel Floyd Bennett másodpilóta társaságában május 9-én reggel két órakor nekiindult, hogy átszálljon az Északi-sark felett. A Spitzbergákon található King's Bayben szálltak fel. Az út felénél olajszivárgást észleltek az egyik motornál, de folytatták. Még aznap délután 5-kor eredményesen vissza is érkeztek. Néhány nappal később május 11-én egy darabig elkísérték Umberto Nobile Norge léghajóját, ami többek közt Roald Amundsen és Lincoln Ellsworth is utazott.
1927 májusában három társsal keresztülrepülte az Atlanti-óceánt nyugat-keleti irányban. Az utat 42 óra alatt tette meg és Versur-Mernél ért földet. Ezért az útjáért megkapta a Becsületrendet.

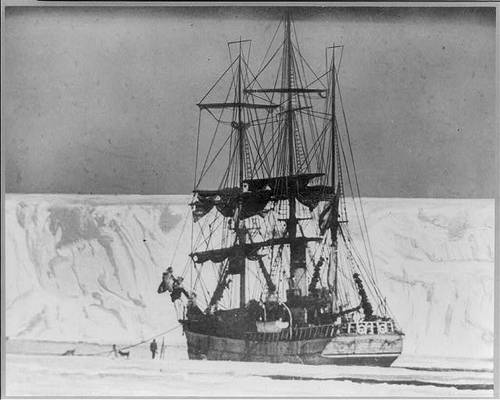
A City of New York, Richard E. Byrd hajója

A tudomány számára 1928-as déli-sarki kutatóútja hozta a legtöbb új eredményt. Felkészítésében Amundsen is segítette, az ő tanácsára vette meg az expedíció hajóját, a Samson halászhajót, amit aztán City of New Yorkra keresztelt át. 1928 decemberében horgonyoztak le a Bálna-öbölben Nem sokkal később építették meg a Little America állomást. Márciusban több felderítő utat végeztek. Repülőgépről feltérképezték a VII. Edward földet olyan új hegységeket fedezve fel, amit a korábbi szárazföldi expedíciók nem vehettek észre. Ilyen volt a Rockefeller-hegység és a Marie Byrd-föld, amit Richard a feleségéről nevezett el. 1929. március 7-én Larry Gould geológus saját kutatóutat tett a Rockefeller-hegységben, mikor 11-én se érkezett róluk hír, Byrd a segítségükre ment. Mint kiderült a repülőjük a jégen tört össze. A szabadítóakció a nagy szél miatt elhúzódott és csak március 30-án tudtak felszállni. Áprilisban beköszöntött a sarki tél és négy hónapig Little Americában éltek. Augusztusban ásták ki magukat, de az első utat csak október 14-én indíthatták szánkóval a Maud királyné-hegységhez. Ugyanekkor készítették elő a tulajdonképpeni átrepülésre. Ez végül 1929. november 28-án sikerült.
Hazaérkezése után Byrd megkapta Hoover elnöktől a National Geographic különleges aranyérmét és nyugállományú ellentábornaggyá léptették elő. 1934 telén újra visszatért az Antarktiszra, míg társai Little Americában időztek, ő egyedül végzett meteorológiai méréseket egy előretolt támaszponton. Ez az út csaknem tragikusan végződött, egy rosszul bekötött kályhától szén-monoxid mérgezést kapott. Állapotát azonban hónapokig eltitkolta társai előtt, hogy ne jöjjenek a segítségére.
A második világháborúban a vezérkarhoz tartozott, többek közt ő értékelte a csendes-óceáni hadszíntér eseményeit. 1955 végén még a Glacier jégtörő és hat másik hajó antarktiszi kutatóútját irányította, de ezt a munkát már át kellett adnia G. Dufek tengernagynak. Haláláig népszerűsítette a Nemzetközi Geofizikai Évet, de annak hivatalos kezdetét már nem érte meg.

## Művei
- Skyward, 1928
- Little America, 1930

### Magyarul
- Egyedül; ford. Balogh Barna; Stádium, Bp., 1941
- Egyedül; ford. Kőszegi Imre, ill. Kürthy Sándor; Móra, Bp., 1968

## Emlékezete
1956 óta működik a nevét viselő antarktiszi Byrd kutatóállomás.